# Падма Вібхушан
Падма Вібхушан (гінді पदम विभूषण पुरस्कार) — друга за престижем нагорода Індії після Бхарат Ратна перед Падма Бхушан

## Історія
Нагорода заснована 2 січня 1954 року першим президентом Індії Раджендра Прасад.
Спочатку орден Падма Вібхушан мав три класи. Такими орденами нагороджували в перший рік існування нагород. В 1955 році нагороду Падма Вібхушан роділили на три назви (вже без класів): Падма Вібхушан (найвища), Падма Бхушан (друга за престижністю) і Падма Шрі (третя за престижністю).
Список нагороджених орденом Падма Бхушан оголошується щорічно до Дня Республіки Індія — 26 січня. Вручається президентом республіки в офіційній резиденції (Раштрапаті-Бхаван — Президентському палаці) Президента в Нью-Делі.
Нагорода Падма Бхушан присуджується громадянам незалежно від раси, професії, посади, або статі в знак визнання видатних заслуг особи в науці, культурі, громадській діяльності, інших галузях, і може бути присуджена посмертно.
Право подання представлення кандидатів для нагородження надано представникам федерального уряду, окремим міністерствам, місцевим підрозділам державного управління та іншим державним установам та громадським організаціям. Заявки обробляються Комітетом Нагород та затверджуються, перед поданням президенту, відповідним міністром або прем'єр-міністром.
Станом на липень 2022 року нагороджено 325 людей.
З різних підстав деякі представлені до нагороди особи відмовилися від нагороди, а також уже нагороджені повернули їх назад.

## Опис нагороди
Спочатку нагорода була круглою золотою медаллю діаметром 35 мм з тисненням в центрі квітки лотоса оточеної вінком і написом: «विभूषण पुरस्कार» (Падма Вібхушан).
На реверсі були національна емблема Індії та девіз ордена (DESH SEVA).
У 1955 році проект був змінений на круглу медаль з геометричним візерунками діаметром 30 мм, з бронзи.
У 1957 році проект був знову переглянутий і ухвалив нинішній вигляд. На аверсі є квітка лотоса і слова «विभूषण पुरस्कार» (Падма Вібхушан). На реверсі є національна емблема Індії і напис девізу ордена.
Передбачалось, що орден можна буде носити на стрічці, але пізніше таку можливість зі статуту було вилучено.

## Списки нагороджених[4]
Список нагороджених орденом Падма Вібхушан